# 제14회 부산국제영화제의 프로그램
이 문서는 제14회 부산국제영화제의 프로그램을 나열한 문서이다.

### 개막작
굿모닝 프레지던트 / Good Morning President
- Director 장진 JANG Jin / Korea｜2009｜131min / World Premere

### 갈라 프레젠테이션
총 7편의 작품을 소개: 아시아 영화 3편, 한국 영화 3편, 이태리 영화 1편
- 심볼 / Symbol 
  - 감독: 마츠모토 히토시 제작년도: 2009 국가: Japan 러닝타임: 93min

- 작은 연못 / A Little Pond 
  - 감독: 이상우 제작년도: 2009 국가: Korea 러닝타임: 86min

- 끝과 시작 / In My End is My Beginning 
  - 감독: 민규동 제작년도: 2009 국가: Korea 러닝타임: 87min

- 나는 비와 함께 간다 / I Come with the Rain 
  - 감독: 트란 안 헝 제작년도: 2009 국가: France/US 러닝타임: 110min

- 아이 엠 러브 / I Am Love 
  - 감독: 루카 구아다니노 제작년도: 2009 국가: Italy 러닝타임: 120min

- 페어러브 / The Fair Love 
  - 감독: 신연식 제작년도: 2009 국가: Korea 러닝타임: 115min

- 청두, 사랑해 / Chengdu, I Love You 
  - 감독: 프룻 챈,최건 제작년도: 2009 국가: China 러닝타임: 78min

### 아시아영화의 창
아시아의 19개국 54편의 작품이 소개. 
- 테츠오: 총알 사나이 / Tetsuo: The Bullet Man
- 할머니 / Lola
- 바칼 보이즈 / Children Metal Divers
- 양양 / Yang Yang
- 물을 찾는 불 위의 여자 / Woman On Fire Looks For Water
- 백야 / A White Night
- 난 몰라요 / Where Are You?
- 방직공장 소녀 / Weaving Girl
- 따뜻한 태양 / The Warmest
- 칭기즈칸의 두 마리 말 / The Two Horses of Genghis Khan